# Hasselbach (Werre)
Der Hasselbach ist ein linker Nebenfluss der Werre in Ostwestfalen-Lippe mit einer Länge von 6,5 km.
Der Name Hasselbach weist auf die damals im Hasselbachtal gezüchteten Senner Pferde hin, denn „Hassel“ bedeutet auf Plattdeutsch „Fohlen“.

## Verlauf
Der Hasselbach entspringt am westlichen Rand von Hiddesen im Naturschutzgebiet Donoperteich-Hiddeser Bent am Fuß des 340 m hohen Kahlen Ehbergs als Moorbach und fließt zunächst parallel zur L 938 in westliche Richtung. Nach ca. 1 km durchfließt der Bach das erste Staugewässer, den Krebsteich. Im weiteren Verlauf wendet sich der Bach allmählich in Richtung Norden. Nach einigen weiteren 100 Metern wird der Bach ein zweites Mal gestaut und speist den Donoperteich. Nach Durchfließen des Teiches strömt der Hasselbach kurvenreich weiter in seinem tief eingeschnittenen Bachbett gen Norden, parallel zur L 944 und wird ein drittes Mal zum Hasselbachstausee aufgestaut. Auf den letzten 3,5 km seines Verlaufs fließt der Bach weiter in nördliche Richtung um im Detmolder Stadtteil Pivitsheide V. H. – nordöstlich vom Meschesee –  bei einer Höhe von ca. 112 m ü. NN in die Werre zu münden.
Eine eisenhaltige Quelle der Quellen des Hasselbaches wurde schon zu Beginn des 17. Jahrhunderts in Form einer Steinvase gefasst und entwickelte sich zu einem Gesundheitsbrunnen. Dieser geriet jedoch im Laufe der Zeit in Vergessenheit. Noch heutzutage kann die Quelle in der Nähe des Donoper Teiches besichtigt werden. Neben dieser gibt es noch weitere recht kalkreiche Quellen im Hasselbachtal, die zur Trinkwasserversorgung Detmolds genutzt werden.

## Stauteiche

### Krebsteich

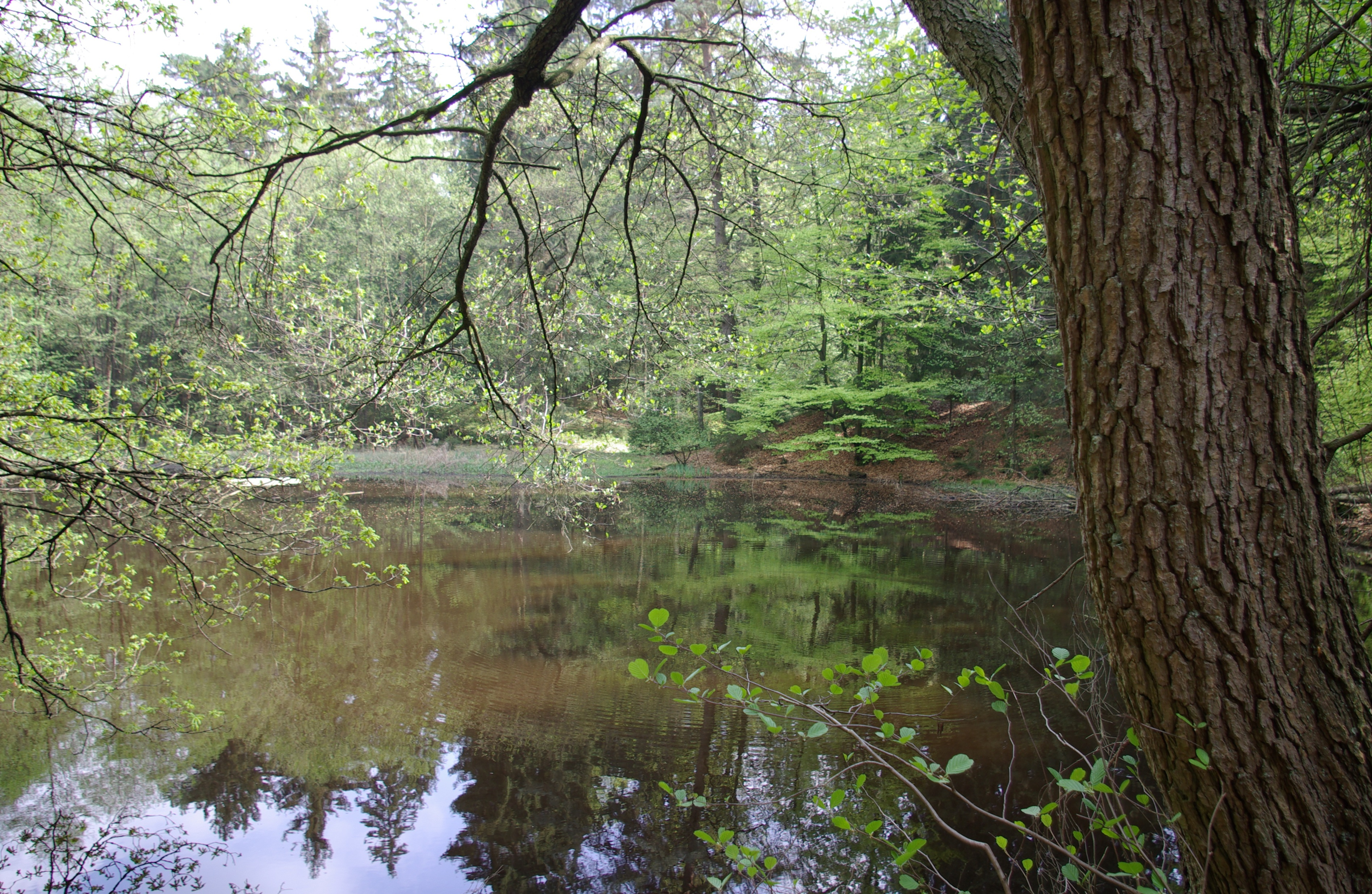
Der Krebsteich, 2009

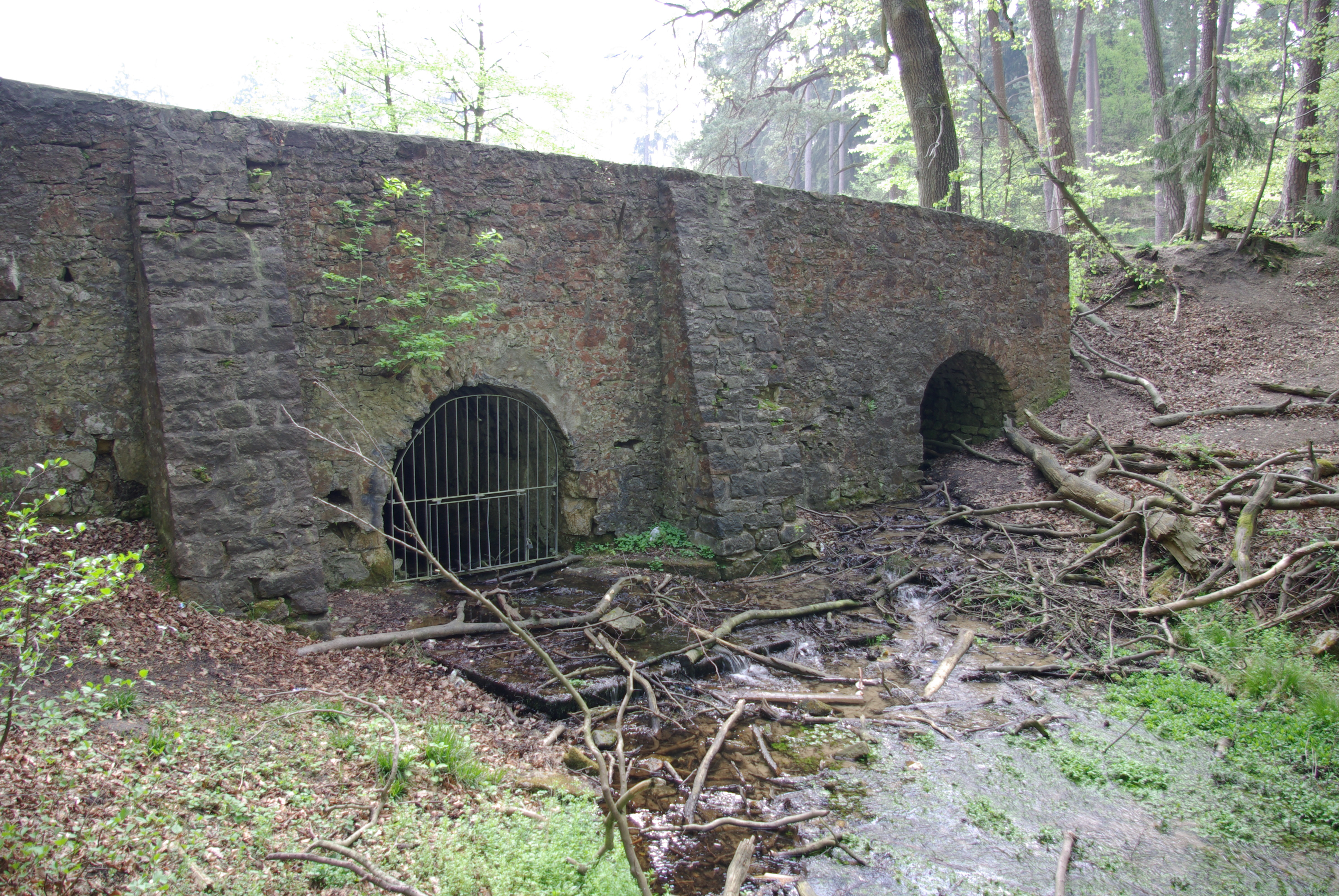
Die Staumauer des Donoperteichs, 2009

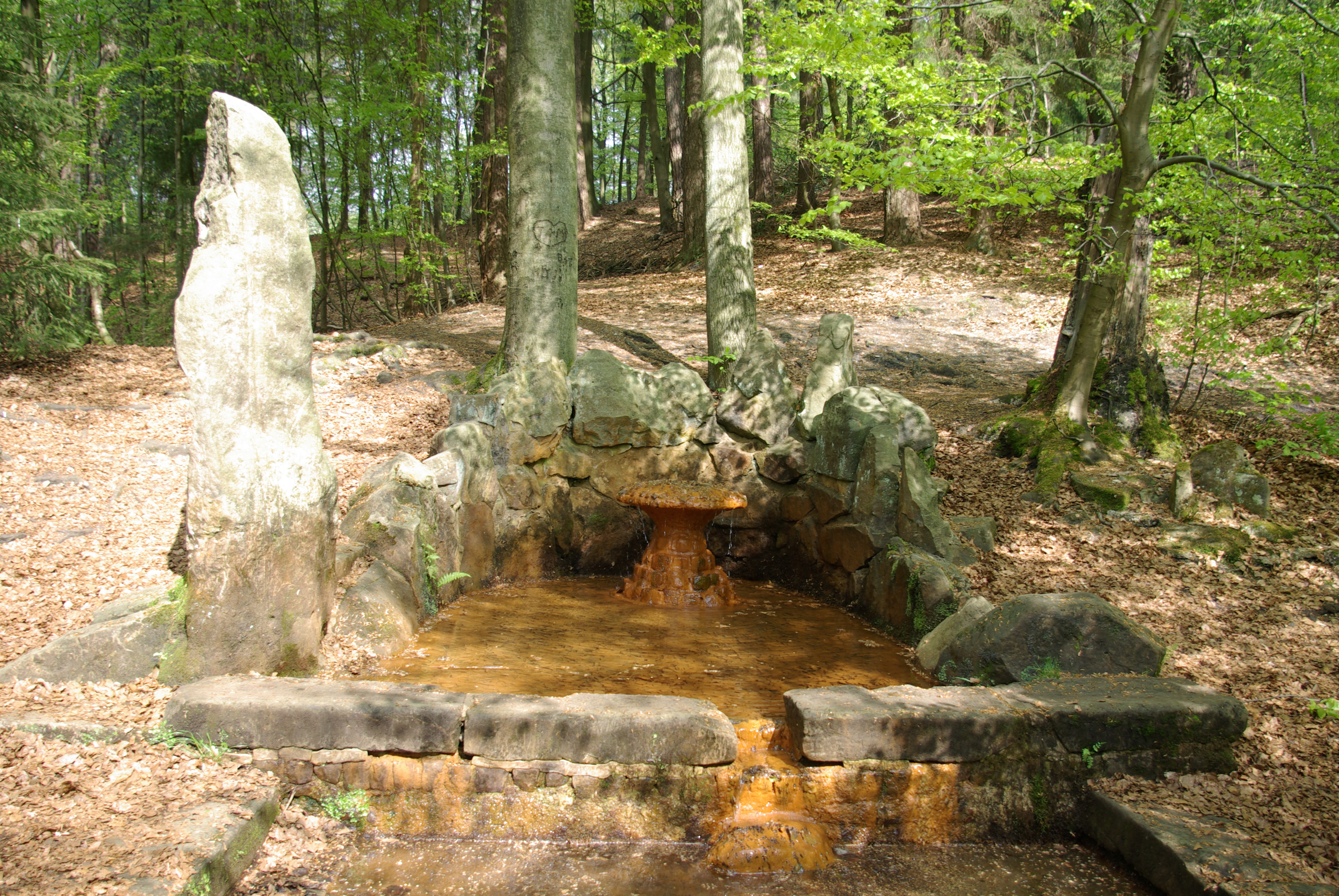
Die gefasste, eisenhaltige Quelle unterhalb des Donoperteichs, 2009

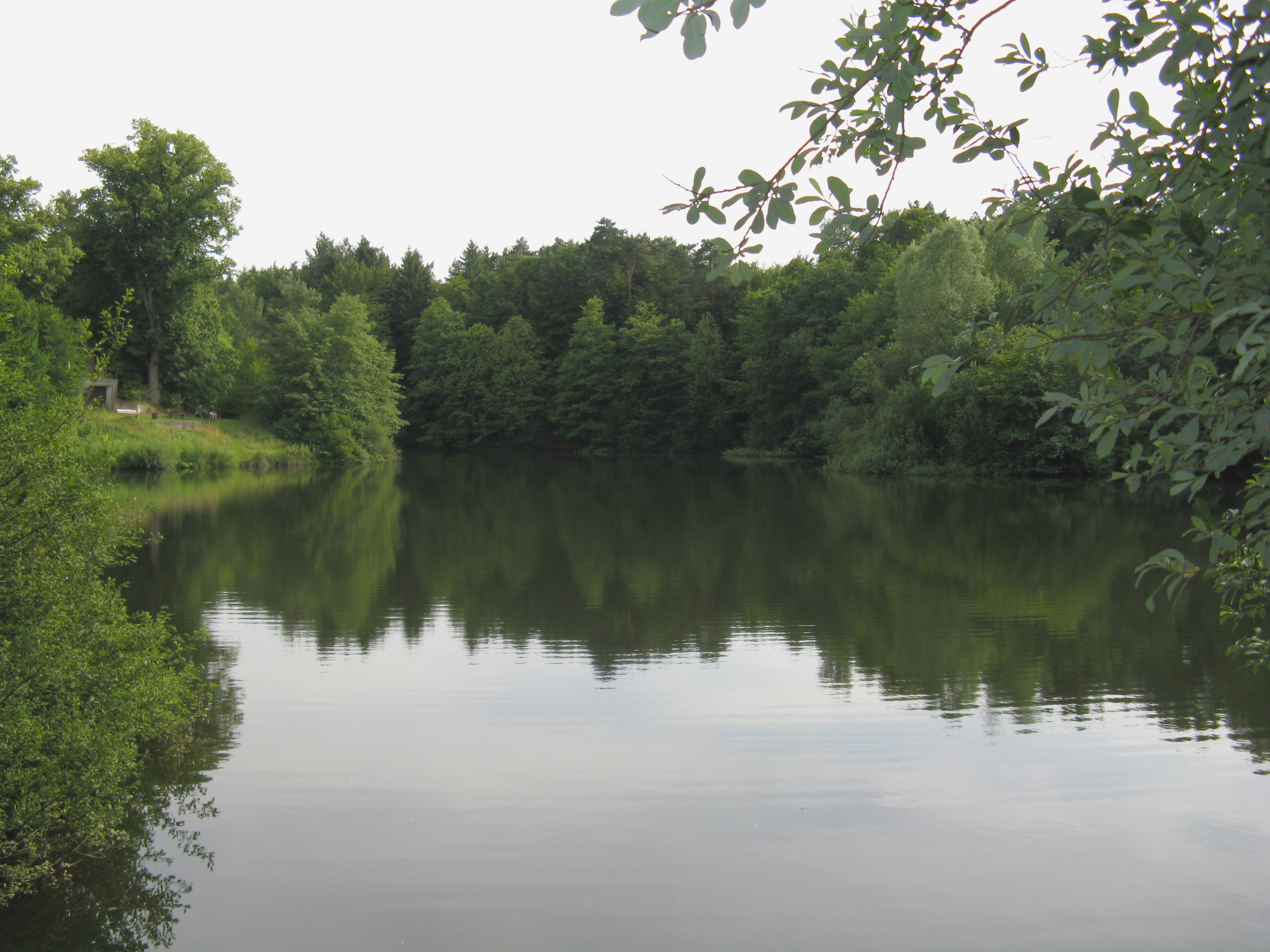
Der Hasselbachstausee, 2008

Der Krebsteich, unterhalb des Hiddeser Bents gelegen, wurde aufgrund seines nährstoffarmen Wassers für die Krebszucht verwendet.

### Donoperteich
Der Donoperteich ist Teil des Residenzweges und liegt im Hasselbachtal. Er wurde um 1625 auf Geheiß von Simon VII. für die Fischzucht angestaut und nach dem Kammerherrn von Donop benannt. Er wurde zunächst mit Forellen und Karpfen besetzt. 1950 wurde er zum Naturschutzgebiet erklärt. In der Nähe finden sich mehrere bronzezeitliche Grabhügel.

### Hasselbachstausee
Das Wasser des Hasselbachs wurde an der Stelle des heutigen Hasselbachstausees schon früh industriell genutzt. Die erste industrielle Erschließung reicht zurück bis in das Jahr 1565, in dem eine Getreidemühle erbaut wurde. Später entstanden auch im gesamten Hasselbachtal weitere verschiedene Mühlen, Möbel- und Sägewerke und eine Anlage zur Elektrizitätserzeugung, die bis zum Jahre 1928 in Betrieb war. Dort, wo sich heute der Hasselbachstausee befindet, entstand 1674 eine Papiermühle, die später zu einer Möbelfabrik wurde und nach mehrfacher Erweiterung bis 1965 produzierte. Nach Einebnung der Fabrik im Jahre 1981 wurde der Hasselbachstausee in seiner heutigen Form angelegt und am 2. Mai des Jahres 1982 der Öffentlichkeit übergeben.
Der Stauteich weist eine Wasserfläche von 1,3 ha bei einem Volumen von 13.000 m³ auf.

## Tourismus
Im Hasselbachtal gibt es viele ausgeschilderte Wanderwege, darunter den Residenzweg Detmold, welcher wiederum Teil des Hermannswegs ist.

## Wasserfärbung
Der Hasselbach besitzt im Oberlauf, wie für Moorbäche charakteristisch, eine kräftige rot-braun Färbung, welche sich aber allmählich verliert, je weiter man sich vom Ursprung entfernt, da der Bach klares Wasser aus kleinen Nebenläufen aufnimmt, die in Karstquellen entspringen. Das rot-bräunliche Wasser ist sehr nährstoffarm und stammt aus dem Hiddeser Bent, einem Hochmoor.

## Umwelt

### Wasserqualität
Der Hasselbach wird auf gesamter Länge in die Gewässergüteklasse II eingestuft, was bedeutet, dass er mäßig verschmutzt ist.

### Naturschutzgebiete
Der Hasselbach ist Teil zweier Naturschutzgebiete: Der Oberlauf des Baches ist seit 2005 Teil des 119,00 ha großen  Naturschutzgebietes Donoper Teich und Hiddeser Bent. Außerdem liegen weitere Teile des Baches im 61 ha großen Naturschutzgebiet Hasselbach / Schwarzenbrink / Heidemoor am Kupferberg.

## Nebenflüsse
Zu den Nebenflüssen des Hasselbachs zählen der 1,9 km lange Hebbelbach, der 0,5 km lange Moorbach und der knapp 1 km lange Blaue Bach. Außerdem fließen dem Hasselbach im Ober- und Mittellauf einige unbenannte Zuflüsse zu, welche in Karstquellen entspringen und stark schwankende Abflüsse aufweisen.